# Kelly River
Der Kelly River ist ein ca. 87 km langer rechter Nebenfluss des Noatak River im Nordwesten des US-Bundesstaats Alaska. 

## Flusslauf
Das Quellgebiet des Kelly River liegt in den De Long Mountains, einem Gebirgszug der Brookskette, auf einer Höhe von etwa 900 m. Der Kelly River fließt in überwiegend südlicher Richtung durch das Noatak National Preserve und mündet 47 Kilometer nordöstlich von Noatak in den Noatak River, der über den Kotzebue-Sund zur Tschuktschensee, einem Randmeer des Arktischen Ozeans, fließt.

## Name
Das Dictionary of Alaska Place Names führt auch die Schreibweise „Kelley River“ für den Fluss. In The Inupiaq Eskimo Nations of Northwest Alaska wird „Kuugruuraq“ verwendet.